# Eggjarnar
Eggjarnar (også kaldet Skúvanes) er et 350 moh.  højt fjeld på kysten syd for bygden Vágur på Suðuroy i Færøerne. 
Fra Vágur er der en fjeldvej op til Eggjarnar, vejen starter fra Líðarvegur i den sydlige del af Vágur, vejen hedder Eggjarvegur. Vejen blev lavet i forbindelse med at en Loran station blev bygget ved Eggjarnar  under den 2. verdenskrig. Mod syd ses Suðuroy's vestkyst, som det ses på dette billede. Længst borte ses Beinisvørð, som er Suðuroy's højeste forbjerg med sine 470 meter. Mod nord kan man se Vágseiði, Gjógvaráfjall, den vestlige del af bygden Vágur og idrætsanlægget "á Eiðinum".
- Britisk bunker fra 2. Verdenskrig.
- Udsigt fra Eggjarnar mod nord til Vágseiði og Gjógvaráfjall
- Resterne af en britiske kanonstilling ved Eggjarnar.
- Udsigten til Vágseiði

## Loran-A stationen
Under 2. verdenskrig byggede amerikanske ingeniørtropper en LORAN A station på Eggjarnar og rejste fire høje master. Det første signal gik i luften 15 oktober 1943. Det britiske militær, der havde besat Færøerne kort efter, at tyske tropper havde besat Danmark, anvendte  Loran-A station til at guide britiske kampfly og skibe. Loran-A stationen fortsatte med at fungere efter krigen, den blev overtaget af det danske forsvar og var i funktion indtil december 1977. Ruinerne af Loran-A stationen og nogle af de andre bygninger fra krigens tid kan stadig ses på Eggjarnar.